# Переулок Ломоносова (Петергоф)
Переулок Ломоно́сова — переулок в городе Петергофе Петродворцового района Санкт-Петербурга. Проходит от Петергофской улицы до Университетского проспекта.
Первоначально назывался Богаде́линским переулком. Этот геоним известен с 1890 года и дан по располагавшемуся здесь Дому призрения престарелых и увечных в память императора Николая I (Петергофская улица, 4/2, на углу с переулком Ломоносова).
В 1920-х годах переулок переименовали в переулок Ломоносова — в честь первого русского учёного-естествоиспытателя мирового значения М. В. Ломоносова. Тогда же к переулку был присоединён участок на юг почти до Ботанической улицы, ранее составлявший Богаделинскую улицу. В начале 1980-х годов при застройке территории участок был упразднён.
24 октября 2007 года переулок сократили, обрезав на Университетском проспекте.
В 1985 году посередине участка переулка в проезжую часть вбили бетонные столбы. Это было сделано «по просьбе жителей с целью избежания дорожно-транспортных происшествий». С тех пор переулок превратился в два тупика без сквозного автомобильного движения.
В октябре-ноябре 2018 года бетонные столбы сняли, образовав тем самым проезжую часть для транспортных средств.

## Застройка
- дом 8 — дача К. Н. Калмыкова (нач. XX в.; объект культурного наследия регионального значения[4]). В 2012 году стало известно, что здесь планируется создать семейный духовно-просветительский центр: православный детский сад и воскресную школу, а также домовую церковь во имя благоверных Петра и Февронии с крестом на башне[5].